# Metalia dicrana
Metalia dicrana is een zee-egel uit de familie Brissidae.
De wetenschappelijke naam van de soort werd in 1917 gepubliceerd door Hubert Lyman Clark.